# Lina Woiwode
Lina Woiwode (1886 – 1971) foi uma atriz austríaca de cinema e teatro. Ela atuou em filmes mudos entre 1917 e 1949.

## Filmografia selecionada
- Her Majesty the Barmaid (1931)
- Once There Was a Waltz (1932)
- The Magic Top Hat (1932)
- Suburban Cabaret (1935)
- Mirror of Life (1938)
- Anton the Last (1939)